# Tim Dodd
Tim Dodd (27 februari 1985) is een wetenschapscommunicator, fotograaf en muzikant. In de volksmond is hij ook wel bekend als de Everyday Astronaut. Zijn motto is "Bringing space down to Earth for everyday people"  (Nederlands: De ruimte naar de Aarde brengen voor gewone mensen, ook te vertalen als: De ruimte begrijpelijk/normaal maken voor gewone mensen).

## Everyday Astronaut
Dodd werkte als fotograaf, waarbij huwelijksfotografie zijn belangrijkste bron van inkomsten was. Zijn fotografieschema gaf veel vrije tijd, waardoor hij deze vrije tijd begon te gebruiken om betrokken te raken bij raketfotografie en andere aspecten van ruimtevluchten.
Aan het einde van 2013 kocht hij een oranje Russisch hoogvliegerspak op een online veiling. Dit pak legde de grondslag voor het personage van de Everyday Astronaut. Hij fotografeerde zichzelf in het pak in alledaagse situaties, zoals grasmaaiend vanaf een Segway. Deze fotoserie leidde tot zijn eerste doorbraak op sociale media. NASA deed vervolgens het aanbod om in enkele van hun faciliteiten foto's te maken. In maart 2014 nam hij voor de grap foto's van zichzelf in het pak bij een raketlancering in Cape Canaveral, Florida. Wat leidde tot het informatieve aspect van het personage.  
Vanaf 2015 maakte hij als de Everyday Astronaut korte informatieve YouTube-video's over actualiteiten in de ruimtevaart en experimenten in het computerspel Kerbal Space Program. Eind 2016 raakte hij ontevreden over fotografie als zijn belangrijkste middel van werk, en besloot hij zijn internetpersonage "Everyday Astronaut" op YouTube, Instagram en Twitter verder uit te bouwen. Op Dodd's verjaardag in 2017 kondigde SpaceX aan dat ze zouden proberen toeristen in een baan rond de maan te sturen. Dit was de katalysator voor Dodd om informatieve video's te maken over de ruimtevaart. (Deze aangekondigde missie om de maan zou later uitgroeien tot project dearMoon).  In 2017 maakte Dodd in samenwerking met Facebook een serie video’s genaamd Spacing out with The Everyday Astronaut die in 2018 door Facebook op hun eigen videoplatform werd gepubliceerd. Tijdens dat opnameproces kwam Dodd tot het besef dat hij minder een rol wilde spelen en meer inhoudelijke video’s wilde maken. Na die opnames liet hij het karakter "The Everyday Astronaut" in zijn oranje drukpak steeds verder los. De lengte van de video's begon langer te worden en de onderwerpen verlegden zich meer naar ruimtevaarttechniek en werden verder uitgediept. Op 6 februari 2018, tijdens de Falcon Heavy-demonstratievlucht, was hij voor het laatst te zien in zijn pak.
In 2019 werden Everyday Astronaut-stickers door Luca Parmitano meegenomen naar het International Space Station (ISS) en zwevend in de Cupola module gefotografeerd. Begin oktober 2019 bracht hij exclusieve video-interviews uit met Elon Musk, over het eerste prototype van Starship. Ook interviewde hij NASA-administrator Jim Bridenstine, vanwege de destijds eerste lancering van Amerikaanse astronauten naar het ISS met een commercieel ruimtevaartuig. Verder interviewde hij Rocket Lab-CEO Peter Beck meermaals evenals toenmalig Firefly CEO Tom Markusic.
Naast zijn eigen kanaal was Dodd van 2018 tot 2021 ook een van de drie vaste panelleden van de podcast Our ludicrous future. Begin 2021 richtte Dodd een tweede YouTube-studio in in Port Isabel, op 8 kilometer afstand van Starbase. Vanuit de studio heeft hij uitzicht op de lanceerplaats van Starship. In 2021 en 2022 kreeg Dodd van Elon Musk rondleidingen op de productie-, test-, en lanceerterreinen van Starbase. Zijn hoofdstudio is in zijn huis in Cedar Falls, Iowa. Nadat zijn livestream vanaf het Kennedy Space Center van de eerste roll-out van de Artemis I-raket in maart 2022 door technische problemen met zijn toenmalige mobiele livestream-setup mislukte kocht hij een oude NBC-mediabus die hij tot livestream-veldstudio aanpaste. Deze debuteerde rond de eerste lanceerpoging van Artemis I  op 29 augustus 2022.
Op 8 december 2022 werd bekend dat Tim Dodd was geselecteerd als een van de ruimtevaarders van Project dearMoon. Hij zou aan boord van een Starship rond de Maan vliegen. Op 1 juni 2024 werd dearMoon wegens vertragingen bij het gereedkomen van Starship geannuleerd.
In januari 2024 organiseerde Tim Dodd voor het eerst een Astro Awards-gala in Austin waarbij hij prijzen uitreikte aan vertegenwoordigers van ruimtevaartbedrijven en -organisaties die in 2023 iets bijzonders hadden gepresteerd. Astro Awards was voorheen een fictief-concept dat hij gebruikte om in een video op hoogtepunten van de ruimtevaart in een jaar terug te blikken. In 2024 was Dodd de eerste journalist die in de New Glenn-fabriek van Blue Origin mocht filmen. Hij werd er rondgeleid door oprichter en eigenaar Jeff Bezos.